# Van Straelenlaan 17
Van Straelenlaan 17 is een gemeentelijk monument in de gemeente Soest in de provincie Utrecht.
In de woning woonde een tijd de naamgever van de straat, kapitein-ter-zee Philippijn Bernardus Maria van Straelen (1894-1942). De vroegere garage aan de linkerzijde is middels een tussenstuk met het huis verbonden. De villa staat op een lichte verhoging. Het huis heeft een overstekend rieten zadeldak dat aan de voorzijde afgewolfd is.